# Clan Destiny
Clan Destiny е деветнадесетият пореден албум на рок групата Уишбоун Еш. В него за първи път се появява китаристът Мъди Манинен, който идва на мястото на ученика си, Бен Гранфелт, през 2004 година.

## Списък на песните
1. Eyes Wide Open – 5:13
2. Dreams Outta Dust – 4:26
3. Healing Ground – 4:24
4. Steam Town – 4:02
5. Loose Change – 4:47
6. Surfing a Slow Wave – 3:47
7. Slime Time – 4:53
8. Capture The Moment – 3:29
9. Your Dog – 3:32
10. The Raven – 4:45
11. Motherless Child – 4:06

## Творчески състав
- Енди Пауъл – китара, вокали
- Мъди Манинен – китара
- Боб Скийт – бас китара
- Рей Уестън – барабани